# Авіагрупа генерал-майора Вітрука
Авіагрупа генерал-майора Вітрука  (сербохорв. Avio-grupa generala Vitruka, також Vazduhoplovna grupa «Vitruk») — оперативне авіаційне об'єднання Збройних сил СРСР за часів Другої світової війни в складі 10-ї гвардійської штурмової авіадивізії, 236-ї винищувальної авіадивізії, 1975-го зенітного артилерійського полку і 9-го району авіаційного базування, яке було утворене і діяло в інтересах Народно-визвольної армії Югославії (НВАЮ).
Сформована відповідно до розпорядження Ставки Верховного Головнокомандування і за наказом головнокомандувача ВПС РСЧА під командуванням гвардії генерал-майора авіації А. Н. Вітрука. З 15 листопада 1944 року до 15 травня 1945 року перебувала в оперативному підпорядкуванні Верховному Головнокомандувачу НВАЮ.
Авіагрупа відіграла значну роль у справі становлення Військово-повітряних сил НВАЮ та Югославської армії (ЮА). 177 авіаторів групи були нагороджені югославськими орденами, а генерал-майор А. Н. Вітрук удостоєний звання Народного героя Югославії. Після завершення своєї місії авіагрупа передала Югославським ВПС 197 літаків, усе озброєння, техніку, засоби зв'язку, паливно-мастильні матеріали і боєприпаси.

## Історія
Під час перебування Й. Броза Тіто в Москві в другій половині вересня 1944 року було досягнуто угоди про передачу НВАЮ від СРСР літаків і устаткування для формування двох авіаційних дивізій та потрібних їм тилових підрозділів і установ. Задля реалізації домовленості, відповідно до розпорядження Ставки Верховного Головнокомандування і за наказом головнокомандувача ВПС РСЧА була утворена авіагрупа зі складу 17-ї повітряної армії під командуванням гвардії генерал-майора авіації А. Н. Вітрука, на базі якої належало сформувати югославські авіаційні з'єднання. Наступним кроком стало підписання 16 жовтня 1944 року в місті Бела Црква угоди між Верховним Головнокомандувачем НВАЮ і командувачем 3-м Українським фронтом маршалом Ф. І. Толбухіним про виокремлення із 17-ї армії й оперативне підпорядкування Верховному Головнокомандувачу авіагрупи генерала Вітрука в складі 10-ї гвардійської штурмової авіадивізії (ГШАД), 236-ї винищувальної авіадивізії (ВАД) і 9-го району авіаційного базування для підтримки частин НВАЮ, проведення підготовки югославського льотного та технічного персоналу до польотів на радянських штурмовиках Іл-2 і винищувачах Як-1 та допомоги у формуванні югославських авіаційних підрозділів, з тим, що вся бойова техніка і устаткування авіагрупи після цього будуть передані повітряним силам Югославії.
На підставі білоцерківської угоди, передбачалося створення паралельно з радянськими штабами та підрозділами авіагрупи відповідних югославських організаційних структур. Поряд із забезпеченням повітряної підтримки воєнних операцій наземних військ радянським командирам та льотчикам належало виконувати роль інструкторів. Наказом ВШ НВАЮ від 29 грудня, в кінці грудня 1944 — на початку січня 1945 років у 10-й ГШАД формується югославська 42-га штурмова авіаційна дивізія з базуванням в місті Новий Сад. Одночасно в місті Рума (Сербія) в 236-й ВАД утворюється 11-та винищувальна авіаційна дивізія. Тим же наказом у місті Новий Сад була створена 9-та авіабаза НВАЮ. Бойові вильоти югославських льотчиків почалися з 17 січня 1945 року в групах із радянськими льотчиками і велися під оперативним керівництвом командного складу 10-ї ГШАД і 236-ї ВАД за принципом дублерства.

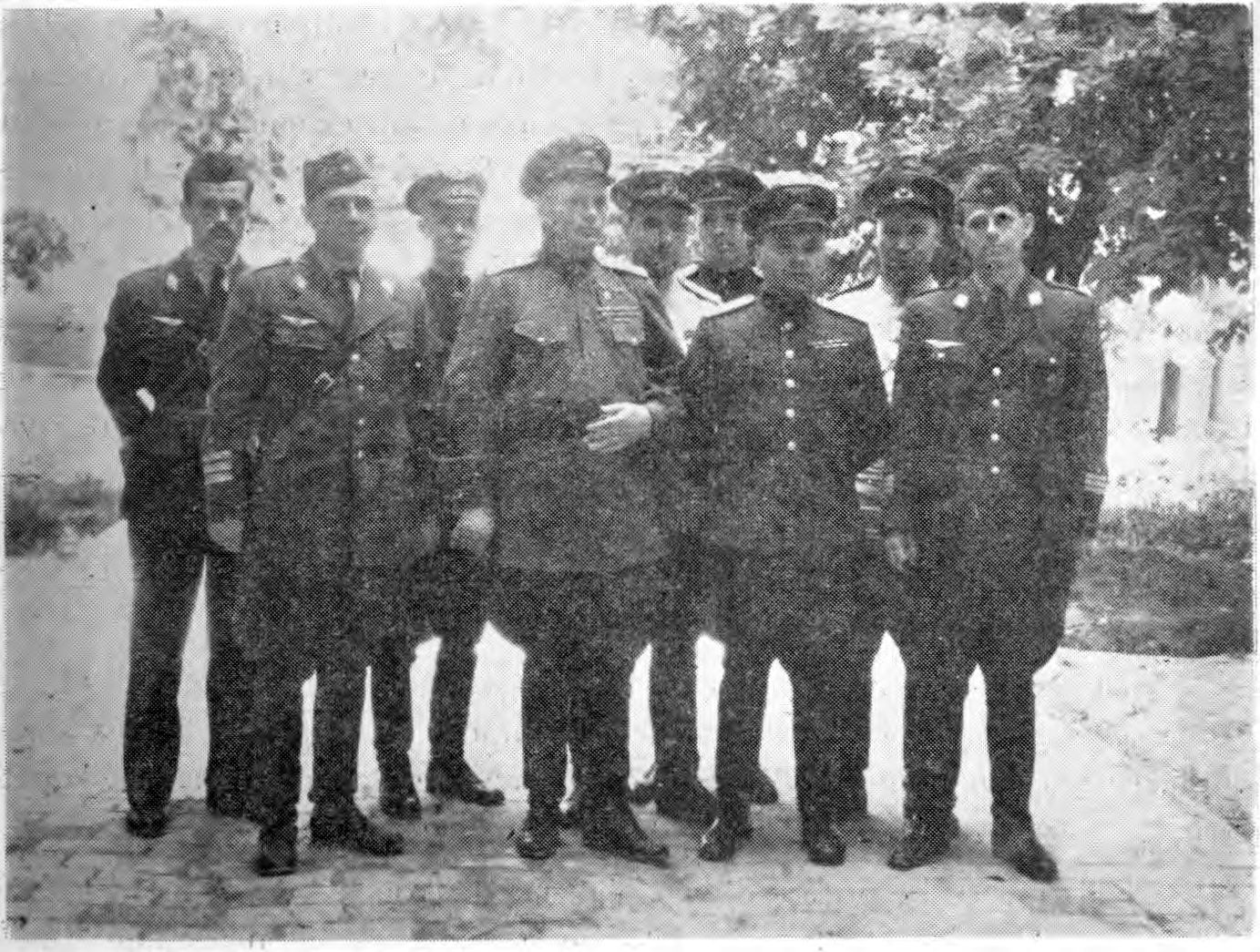
Група радянських і югославських льотчиків. У першому ряду зліва начальник штабу Групи авіаційних дивізій ВПС НВАЮ генерал-майор Зденко Улепіч, поруч з ним генерал-майор А. Н. Вітрук, 1944 рік.

Паралельна дублююча система командування та управління югославськими з'єднаннями й підрозділами авіагрупи діяла до 1 травня 1945 року. Створений 29 жовтня 1944 року штаб ВПС НВАЮ на чолі з генерал-майором Франьо Піре (Franjo Pire) свої командні функції щодо 11-ї ВАД та 42-ї ШАД виконував шляхом направлення запитів штабу авіагрупи генерала А. Н. Вітрука. Механізм управління вдосконалювався. Від 17 січня 1945 року 11-та ВАД була оперативно і дисциплінарно підпорядкована штабу 42-ї ШАД. У зв'язку із зростанням чисельності і обсягу завдань югославських з'єднань, наказом Міністерства народної оборони країни від 15 березня 1945 року був утворений оперативний штаб Групи авіаційних дивізій (ОШ ГАД), якому були підпорядковані 11-та ВАД, 42-га ШАД і 9-та авіабаза. Таким чином югославська сторона поступово оволодівала досвідом керування та бойового застосування авіачастин. ОШ ГАД розташовувався у селі Пригревиця біля Сомбора. Задля кращого управління бойовими діями на окремих ділянках фронтів, від штурмових та винищувальних полків утворювалися оперативні групи. Від 1 травня 1945 року Група авіаційних дивізій діяла самостійно за завданнями Генерального штабу і штабу ВПС ЮА.

## Підсумки діяльності
Авіагрупа генерала Вітрука виконувала бойові завдання під час Белградської операції, підтримувала дії югославських дивізій і частин радянського 68-го стрілецького корпусу в боях у Сремі та у Воєводині в листопаді — грудні 1944 року. Надалі і до кінця війни забезпечувала підтримку з повітря дій 1-ї, 2-ї й 3-ї югославських армій в Сремі, Барані й Східній Боснії. За період оперативного підпорядкування командуванню НВАЮ частинами авіагрупи було виконано 8 тисяч бойових вильотів. За цей час знищено танків та самохідних артилерійських установок противника — 50, бронетранспортерів — 4, автомашин — 2 тисячі 250, гужових возів з військовиками і вантажем — 1 тисячу 600, придушено вогонь 360 гармат польової артилерії та 280 зенітних гармат, розбито та пошкоджено 68 паротягів, 540 вагонів. На річках Дунай і Драва затоплено 7 катерів, 23 баржі, 20 понтонів, підірвано 160 складів з пальним та боєприпасами. Вбито й поранено понад 13 тисяч солдатів. Радянськими та югославськими льотчиками розстріляно та скинуто по противнику 4 тисячі 375 т боєприпасів.
Поряд із бойовими діями, з метою підготовки югославських пілотів, здійснено 20 тисяч 546 бойових і пов'язаних із навчанням літако-вильотів. Усього навчено 276 льотчиків і підготовлено 3 тисячі 408 авіаційно-технічних фахівців. У короткий термін були сформовані 42-га штурмова авіаційна дивізія у складі 421-го, 422-го і 423-го штурмових авіаполків (ШАП), а також 11-та винищувальна авіаційна дивізія у складі 111-го, 112-го і 113-го ВАП. Створена 9-та авіабаза НВАЮ у складі 5 батальйонів аеродромного обслуговування, інженерно-аеродромного батальйону, автобатальйону та інших підрозділів та служб.

### Бойова статистика щодо 42-ї ШАД та 11-ї ВАД (січень— травень 1945 року)
За час бойових дій у січні — травні 1945 року загинуло 6 югославських льотчиків та 4 повітряні стрільці, втрачено 12 літаків. Виконано 1 тисячу 38 бойових вильотів, наліт становив 1 тисячу 270 годин. Витрачено 17 тисяч 197 бомб, 1 тисячу 202 ракетних снарядів, 151 тисячу 436 гарматних снарядів, 253 тисячі 816 кулеметних патронів. Знищено танків противника — 6, моторизованих транспортних засобів — 462, гармат — 42, гужових транспортних засобів — 437, вагонів — 177, локомотивів — 15, понтонних елементів — 10.